# آنسامبل میکروکانونی
هنگرد ریزبندادی یا آنسامبل میکروکانونی (به انگلیسی: Microcanonical ensemble) یکی از هنگردهای فیزیک آماری، و ابزاری نظری است که برای بررسی یک سیستم ایزوله ترمودینامیکی استفاده می‌شود. در چنین سیستمی ریزحالت‌های سیستم مقدار انرژی ثابتی دارند. هنگرد زیربندادی را هنگرد NVE نیز می‌گویند چون تعداد ذرات {\displaystyle (N)}، حجم {\displaystyle (V)}، و انرژی {\displaystyle (E)} آن ثابت است.